# Jean El Gammal
 (mai 2023).
Jean El Gammal est un historien français spécialisé dans l'histoire politique.

## Biographie
Ancien élève de l'École normale supérieure de Saint-Cloud (Lettres 1974), agrégé d'histoire (1977), Jean El Gammal a réalisé sa thèse d'État à l'université Paris X Nanterre sous la direction de Philippe Vigier (soutenue en 1990).
Spécialiste de l'histoire politique de la France au XIXe siècle, il est professeur émérite d'histoire contemporaine à l'université de Lorraine, où il a dirigé le Centre de recherche universitaire lorrain d'histoire (CRULH). 
Il a été membre du jury du concours d'entrée à HEC (épreuve d'analyse économique et historique) et a assuré la vice-présidence de l'association des historiens contemporanéistes de l'enseignement supérieur et de la recherche de 2004 à 2011.

## Publications
- Les Hauts Quartiers de l'Est parisien, Publisud, 1998.
- Politique et poids du passé dans la France fin de siècle, Presses universitaires de Limoges, 1999.
- Histoire politique de la France de 1814 à 1870, Nathan, 1999.
- Parcourir Paris du Second Empire à nos jours, Publications de la Sorbonne, 2001.
- «  Pamphlets et politique en France de 1919 à nos jours : déclin ou mutations d'un genre », Annales de l'Est, 2007, no 2, p. 105-116.
- «  Les frontières de l'Est : histoire et mémoire dans la France contemporaine (1815-1914) », in Mazauric, Claude et Rothiot, Jean-Paul (dir.), Frontières et espaces frontaliers du Léman à la Meuse - Recompositions et échanges de 1798 à 1914, Nancy, Presses universitaires de Nancy, 2007, p. 13-24.
- «  Polémistes et provocateurs de l'Affaire Dreyfus à 1914 », in Francfort, Didier (ed.), Culture de la provocation, Nancy, Presses universitaires de Nancy, 2007, p. 13-24.
- « Armand Fallières au miroir de la culture politique républicaine », in Un Lot-et-Garonnais à l'Élysée-Fallières en son temps, Agen, archives départementales de Lot-et-Garonne, 2007, p. 97-103.
- « L'extrême gauche et l'Assemblée Nationale en Mai 68 », Parlement(s), 2008, no 9, p. 96-105.
- « Tradition, politique et religion en Lorraine de 1815 à nos jours », Annales de l'Est, 2008, no 2, p. 33-47  et direction du dossier « Religion et politique »).
- «  La Révolution française: mémoire et controverses », in Pascal Blanchard et Isabelle Veyrat-Masson (éd.), Les guerres de mémoires, Paris, La Découverte, 2008, p. 63-71 (réédition poche, 2010).
- «  Léon Daudet, « l'Action française et le “Balcon de l'Europe” », in Olivier Dard et Michel Grunewald (éd.), Charles Maurras et l'étranger, Berne, Peter Lang, 2009, p. 59-66.
- «  Le Nord-Est : espace, histoire et implantation politique », in François Audigier et Frédéric Schwindt (éd.), Gaullisme et gaullistes dans la France de l'Est sous la IVe République, Rennes, Presses universitaires de Rennes, 2009, p. 29-41.
- «  Les modérés, Louis Marin et l'histoire politique de la Meurthe-et-Moselle de la fin du XIXe siècle à la fin des années 1950 », in Bruno Benoît et Gilles Vergnon (éd.), Laurent Bonnevay, le centrisme, les départements et la politique, Lyon, Stéphane Bachès, 2009, p. 235-244.
- «  L'histoire contemporaine et les paysages politiques », in Henryot, Fabienne, Martin, Philippe et Servais, Paul (éd.), L'historien face à l'espace : paysages et cartographie, colloque de Saint-Mihiel, novembre 2009, Annales de l'Est, 2010, p. 45-56.
- «  Jacques Bainville et la Grande-Bretagne », in Dard, Olivier et Grunewald, Michel (éd.), Jacques Bainville- Profils et réceptions,  Berne, Peter Lang, 2010, p. 61-71.
- «  Être « national » dans l'Est durant l'entre-deux-guerres », Annales de l'Est, 2010, n°1, p. 61-71 (et direction du dossier «  Patrie et Nation XVIIIe – XXe siècles »).
- «  Les parlementaires et l'humour dans la France contemporaine », Annales de l'Est, 2010, n°2, p. 81-91.
- «  Être élu à la frontière de la fin du XIXe siècle à nos jours », in Crenn, Gaëlle et Deshayes, Jean-Luc (ed), La Construction des territoires en Europe-Luxembourg et Grande Région: avis de recherches, Nancy, Presses universitaires de Nancy, 2010, p. 113-122.
- « Fins de siècle », in Delporte, Christian, Mollier, Jean-Yves, Sirinelli, Jean-François(ed), Dictionnaire d'histoire culturelle de la France contemporaine, Paris, Presses universitaires de France, 2010, p. 333-335.
- « Maurice Barrès, les parlementaires et l'histoire », in Dard, Olivier, Grunewald, Michel, Leymarie, Michel et Wittmann, Jean-Michel (ed.), Maurice Barrès, la Lorraine, la France et l'étranger, Berne, Peter Lang, 2011, p. 59-70.
- « Politique des villes d'eau », in Francfort, Didier et Nivière, Antoine (ed.), Culture des villes d'eau, Nancy, Presses universitaires de Nancy, 2011, p. 85-88.
- Städtischer Raum im Wandel-Espaces urbains en mutation, Berlin, Akademie Verlag, 2011 ( avec Clemens, Gabriele B. et Lüsebrink, Hans-Jürgen) : part personnelle : «  Le personnel et les élites politiques dans les grandes villes d'Europe et des États-Unis à l'époque contemporaine », p. 21-30 et « Postface », p. 395-398.
- Universitätskulturen-L'Université en perspective- The Future of the University, Bielefeld, Transkript Verlag, 2012, 317p. ( avec Peter Hayes)
- Régions, courants, transferts. Histoire et politique, Paris, Riveneuve, 2014, 243p.
- Être parlementaire de la Révolution à nos jours, Paris, Colin, 2013, 224p.
- « Héritages politiques et territoires électoraux en Lorraine de 1945 à nos jours », Annales de l'Est, n° spécial 2013, p. 327-335.
- « Edifier et bâtir », in Louis Hincker(dir.), Penser la composition urbaine XVIIIe – XXe siècle, colloque du CTHS, 2013 ( publication électronique).
- « Les maires des grandes villes, la capitale et l'espace national des années 1880 à 1914 », in Bruno Benoit et Mathias Bernard (dir.), Le maire et la ville dans la France contemporaine, Clermont-Ferrand, Presses universitaires Blaise Pascal, 2012, p. 127-135.
- « Les récits politiques- Contours, caractères et évolutions », Annales de l'Est, n° spécial 2012, p. 157-166.
- « Léon Daudet critique : histoire, littérature, politique », in Michel Leymarie, Olivier Dard, Jeanyves Guérin (éd.), Maurrassisme et littérature- L'Action française-Culture, société, politique (IV), Villeneuve d'Ascq, Presses universitaires du septentrion, p. 55-68.
- « Pierre Messmer face aux contestations de l'après 68 », in François Audigier, François Cochet, Bernard Lachaise et Maurice Vaïsse ( dir.), Pierre Messmer - Au croisement du militaire, du colonial et du politique, Paris, Riveneuve, 2012, p. 297-312.
- « Personnalités politiques, manuscrits et correspondances dans la  France contemporaine », in Fabienne Henryot(éd.), L'historien face au manuscrit, Louvain, Presses universitaires de Louvain, p. 211-221.